# جاودانگی (فیلم)
جاودانگی فیلمی درام، اجتماعی به نویسندگی و کارگردانی مهدی فرد قادری و تهیه‌کنندگی جواد نوروزبیگی ساخته سال ۱۳۹۳ است. این فیلم که یک پلان-سکانس ۱۴۵ دقیقه ای بدون کات است در جشنواره‌های متعبری از جمله «رم» ایتالیا، «مونیخ» آلمان، «ترانسیلوانیا» رومانی، «تک پلان» کرواسی، «هانوی» ویتنام و «جوگجا» اندونزی حضور داشته‌است. همچنین این فیلم موفق به دریافت جوایزی از جشنواره‌های «ایسکیا» ایتالیا، «عشق» آمریکا، «میدلبوری» آمریکا و «بوفالو» آمریکا شده‌است.
جاودانگی در تاریخ ۱ آبان ۱۳۹۵ در سینماهای ایران اکران شد.

## خلاصه داستان
تمام اتفاقات این فیلم در شبی بارانی در قطار رُخ می‌دهد و به قصه زندگی شش خانواده در واگن‌های مختلف قطار می‌پردازد که با جا به جایی زمان روایت می‌شود.

## بازیگران
- آناهیتا نعمتی
- فقیهه سلطانی
- علیرضا استادی
- مارال فرجاد
- سودابه بیضایی
- اتابک نادری
- منوچهر علیپور
- رؤیا فلاحی
- فرزاد صبارو
- امیرحسین شریعتمداری
- میثاق زارع
- علی ابدالی
- آرمان آریانسب
- یاسر جعفری
- دنیا مستعلمی
- مهسا کامیابی
- عسل رمضانی
- کیان حسنوند

## جوایز و نامزدی‌ها
- ۲۰۱۶ - نامزد جایزه بهترین فیلم از جشنواره فیلم رم[۲]
- ۲۰۱۷ - نامزد جایزه بهترین فیلم از جشنواره فیلم مونیخ[۳]
- ۲۰۱۷ - نامزد جایزه بهترین فیلم از جشنواره ترانسیلوانیا رومانی[۴]
- ۲۰۱۷ - برنده جایزه بهترین فیلم از جشنواره فیلم ایسکیا ایتالیا[۵]
- ۲۰۱۷ - برنده جایزه بهترین فیلم از جشنواره رؤیاها آمریکا[۶]
- ۲۰۱۷ - نامزد جایزه بهترین فیلم از جشنواره میدلبوری آمریکا[۷]
- ۲۰۱۷ - نامزد جایزه بهترین فیلم، کارگردانی و فیلمنامه از جشنواره عشق آمریکا[۸]